# 마한로
마한로(Mahan-ro)은 전라남도 영암군 영암읍에서 나주시 공산면을 잇는 20.9km 도로이다

## 주요 경유지
전라남도
- 영암군 (영암읍 . 군서면 . 덕진면 . 도포면 . 시종면) - 나주시 (공산면)

## 노선
| 이름               | 접속 노선                               | 소재지 | 소재지                     | 비고 |
| ------------------ | --------------------------------------- | ------ | -------------------------- | ---- |
| 영암읍회문리교차로 | 월출로                                  | 영암군 | 영암읍                     |      |
| 송평교             |                                         | 영암군 | 영암읍                     |      |
| 영암읍평장리교차로 | 송평로                                  | 영암군 | 영암읍                     |      |
| 해창교             |                                         | 영암군 | 영암읍                     |      |
|                    | 덕진면                                  | 영암군 |                            |      |
| 도포교             |                                         | 영암군 | 도포면                     |      |
| 도포면소재지교차로 | 호산로                                  | 영암군 | 도포면                     |      |
| 도포면덕화리교차로 | 호산로                                  | 영암군 | 도포면                     |      |
| (이름없음)         | 지방도 제801호선 (신학로)               | 영암군 | 시종면                     |      |
| 시종터미널교차로   | 지방도 제821호선 (시종로) 쌍구길 태간로 | 영암군 | 시종면                     |      |
| 시종면내동리교차로 | 지방도 제820호선 (육거리로) 내동중앙로  | 영암군 | 시종면                     |      |
| 신연교             |                                         | 영암군 | 시종면                     |      |
| 신흥교             |                                         | 영암군 | 시종면                     |      |
|                    | 나주시                                  | 공산면 |                            |      |
| 공산교차로         | 나주시                                  | 공산면 | 국도 제23호선 (나주서부로) |      |
| (이름없음)         | 나주시                                  | 공산면 | 공산로                     |      |
| 금강로와 직결      |                                         |        |                            |      |

## 주요 건물 및 시설
- 현대오일뱅크영암남주농협 도포주유소 (마한로 687/구학리 553-6)
- 시종중학교(마한로 1237/내동리 36)
- 농협 월출산농협 시종주유소 (마한로 1246/만수리 943-5)
- 농협 월출산농협 시종점 (마한로 1258/만수리 802-1)
- SK에너지 시종주유소 (마한로 1265/만수리 946-4)
- 시종면 복지회관 (마한로 1301/만수리 928-2)